# Écran de veille
 (septembre 2011).
Si vous disposez d'ouvrages ou d'articles de référence ou si vous connaissez des sites web de qualité traitant du thème abordé ici, merci de compléter l'article en donnant les références utiles à sa vérifiabilité et en les liant à la section « Notes et références ».

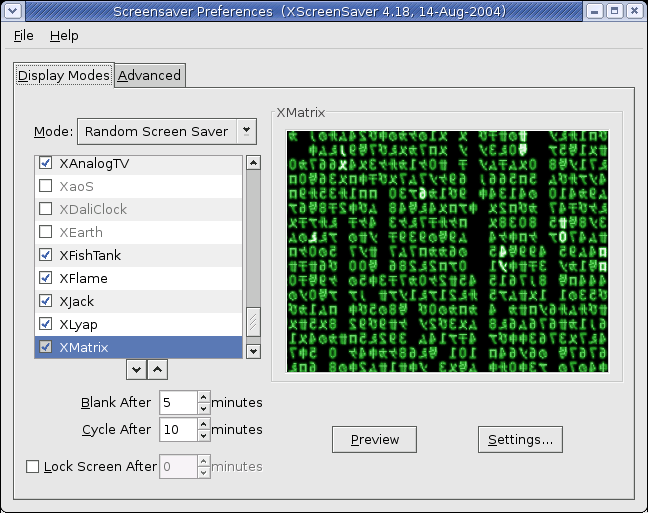
Paramètres du gestionnaire d'écran de veille XScreenSaver avec ici l'écran de veille XMatrix

Un écran de veille est un programme informatique dont le but originel était de préserver la qualité d'image des écrans d'ordinateurs de type cathodique qui conservaient "l'empreinte" des fenêtres de logiciels, en stoppant l'affichage de l'écran (écran noir), ou en changeant les couleurs affichées sur chaque pixel (motifs et animations). Le mot anglais pour les désigner est screensaver, qui littéralement signifie « économiseur d'écran ».

## Utilité
En janvier 2009, la plupart des écrans d'ordinateur qui sont fabriqués reposent sur des technologies récentes telles que l'affichage à cristaux liquides (écrans plats). Elles tendent à remplacer progressivement celle du tube cathodique qui était jusqu'à présent la principale technologie utilisée pour les moniteurs et les postes de télévision. L'écran à tube cathodique (ou CRT en référence au terme anglais Cathode Ray Tube) génère un flux d'électrons émis par un canon placé à l'arrière du tube puis dévié à l'aide de champs électromagnétiques pour produire une image ligne par ligne et ce de nombreuses fois par seconde. Dans certaines situations, l'image affichée à l'écran change constamment mais dans d'autres cas, certaines zones, voire l'écran entier reste identique pendant une longue période (comme la barre des tâches dans Windows). Lorsqu'une même image est affichée à l'écran pendant un délai important, les propriétés des zones de la couverture de phosphore à l'intérieur de l'écran ainsi exposées changent graduellement et de façon constante, créant finalement un phénomène d'ombre ou d'image fantôme persistante. Les télévisions, oscilloscopes et tous les appareils fonctionnant avec un tube cathodique sont susceptibles de subir cet artefact de combustion interne du phosphore, comme les écrans à plasma dans une certaine mesure.
À l'origine, les écrans de veille avaient pour but de protéger les écrans de ce phénomène en changeant périodiquement les images affichées à l'écran (d'où le nom anglais screensaver qui signifie « économiseur d'écran »). Habituellement, ils sont réglés pour se déclencher automatiquement après un certain délai d'inactivité, c'est-à-dire lorsqu'aucune touche du clavier n'a été enfoncée et que la souris n'a pas été déplacée. Le travail de l'écran de veille consiste alors à effacer l'écran (il reste alors une seule couleur uniforme noire) ou le plus souvent à générer un graphisme animé, évitant ainsi à l'écran d'afficher en permanence la même image et de se détériorer progressivement. Tant qu'aucune touche du clavier n'est enfoncée ou que la souris n'est pas déplacée, l'écran de veille reste actif. Si une intervention humaine se produit, alors l'écran de veille s'arrête et l'écran affiche de nouveau l'image qu'il affichait avant que l'écran de veille ne démarre, permettant ainsi à l'utilisateur de reprendre son travail.
En ce qui concerne les écrans CRT utilisés dans les bornes publiques comme le guichet de banque automatique ou la borne pour la réservation ou l'achat de billet dans les gares, le risque de détérioration est particulièrement élevé puisque l'écran affiche la même image dès que l'appareil n'est pas utilisé. Ce problème était assez flagrant avec les anciennes machines pour lesquelles le phénomène de combustion interne n'a pas été pris en compte comme les guichets automatiques sur lesquels un message du genre « Insérez votre carte » restait visible même lorsque l'appareil était inutilisé. Avec ces appareils, il n'est pas question de rendre l'écran noir car cela pourrait laisser penser au potentiel usager que l'appareil est hors-service. Le problème est donc le plus souvent contourné en animant le contenu de l'écran régulièrement ou en faisant alterner différentes images à l'écran.
Les écrans CRT modernes sont moins susceptibles de subir le phénomène de combustion interne comparés aux anciens modèles car des améliorations ont été apportées au revêtement de phosphore des écrans et les images affichées à l'écran sont, d'une manière générale et de nos jours, moins lumineuses et moins contrastées que celles des premiers ordinateurs qui affichaient du blanc, du jaune, de l'orangé ou du vert lumineux sur fond noir. Les écrans LCD des ordinateurs (y compris ceux des portables) ne sont pas susceptibles de subir d'effet de combustion interne, les images n'étant pas produites à l'aide de phosphore (bien qu'ils puissent souffrir de façon moins importante d'un phénomène de persistance d'image temporaire). Les écrans de veille sont donc actuellement plus utilisés pour des raisons décoratives et ludiques, prenant parfois la forme de diaporamas, de métamorphoses d'images ou d'animations de synthèse accompagnées d'effets sonores.

## Critique écologique
Les écrans d'ordinateurs consomment la même quantité d'énergie lorsqu'un écran de veille est actif que lorsqu'il n'y en a pas. Cette quantité peut varier entre quelques watts pour les petits écrans LCD et plusieurs centaines pour les plus grands écrans plasma. Par contre, l'utilisation d'économiseurs d'écran occasionne un surcroît de consommation d'énergie de l'ordinateur lui-même, via l'utilisation de calculs graphiques : cette surconsommation peut aller de quelques watts à plusieurs dizaines de watts supplémentaires. La plupart des ordinateurs récents peuvent être configurés pour basculer les écrans dans un mode de faible consommation tout en rendant l'écran noir. De même, la plupart des systèmes d'exploitation récents proposent généralement des options de gestion de l'alimentation et en particulier un mode d'économie d'énergie pour l'écran.
De plus, utiliser un écran de veille avec un écran plat ou un écran LCD au lieu de l'éteindre peut en réalité réduire sa durée de vie, car la lampe fluorescente du rétroéclairage reste allumée et vieillit donc plus vite que si l'écran était complètement éteint. Lorsque les tubes fluorescents vieillissent, ils deviennent progressivement de plus en plus sombres, et ils peuvent être très coûteux ou difficiles à remplacer. Un écran LCD classique perd environ 50 % de sa luminosité pendant une durée de vie normale du produit ; cette luminosité se perd progressivement de façon continue (le plus souvent, le tube est une partie intégrante des cristaux liquides et l'assemblage entier doit être remplacé).

## Divertissement
After Dark était un des premiers écrans de veille pour la plateforme Macintosh et qui faisaient apparaître à l'écran des objets farfelus comme des Grille-pains volants. Plusieurs écrans de veille ont continué à conserver ce côté fantaisiste probablement en réponse au sérieux des lieux de travail dans lesquels ils pouvaient être observés et ont rendu populaires les écrans inactifs avec des animaux, des poissons, des jeux, et des mathématiques récréatives comme les fractales.
Ce côté divertissant et ludique des écrans de veille est mis à profit dans un but de promotion, en particulier pour produire un buzz pour les produits dont la sortie est planifiée comme les films ou les jeux vidéo[réf. nécessaire].

## Création artistique
La première contrainte de départ des écrans de veille est de présenter sur le moniteur de l'ordinateur des formes en mouvement. La seconde contrainte était que ces animations soient agréables à regarder. Il était tout naturel que les économiseurs d'écrans se rapprochent de la culture du démo ou de celle de la création artistique sur ordinateur du début des années 1970 (John Whitney par exemple), fortement influencée par l'op art/art cinétique. Par la suite, des artistes ont produit des écrans de veille, comme Francis Alÿs (The Thief, produit par le Walker art center).

## Autres désignations
Les mots « Écran de veille » et « Économiseur d'écran » sont souvent utilisés de façon identique. La seconde désignation est trompeuse. En effet, les écrans de veille ne sont pas forcément aptes à économiser les écrans ou/et de l'énergie (voir aussi la section sur la critique économique).
Une autre désignation a été proposée par le professeur Ingo Kolboom en 2009 lors d'un séminaire sur les études françaises et francophones à l'université technique de Dresde. La désignation "Économiseur d'écran" lui paraissait trop longue et il a proposé de l'appeler ÉcoCran. D'après lui, cette désignation "sera utilisée par tout le monde dans quelques années".[réf. nécessaire]

## Sécurité

### Microsoft Windows
Sous Microsoft Windows, les écrans de veille portent l'extension SCR. Ce sont en fait des programmes, au même titre que les EXE, avec des arguments de commande propres aux écrans de veille. Ce sont donc des fichiers particulièrement susceptibles de contenir des virus ou des logiciels malveillants, car n'importe quel programme Windows portant l'extension SCR s'exécute lorsque l'utilisateur double-clique dessus. Les utilisateurs novices s'en méfient en général moins. Aujourd'hui, bon nombre de fournisseurs de messagerie et de services de messagerie instantanée ne laissent pas passer les fichiers SCR, pour les mêmes raisons que les fichiers EXE.
L'utilisation des écrans de veille permet de renforcer la sécurité d'accès à un poste de travail, avec la possibilité de mettre en place une protection par mot de passe après une période d'inactivité, pour éviter qu'une personne mal intentionnée profite d'une session laissée ouverte. Cependant pour que ce soit réellement efficace, il faut aussi que l'ouverture de session soit sécurisée pour éviter le contournement par reboot de la machine.

## Historique
Les premiers écrans de veille pour ordinateur semblent apparaitre en 1983. Tout d'abord sur Apple Lisa puis sur l'IBM PC quelques mois plus tard. Sur ce dernier, l'écran de veille a été écrit par John Socha, plus connu pour avoir créé le gestionnaire de fichiers Norton Commander. Il est aussi à l'origine du terme screensaver. Ce premier écran de veille (nommé scrnsave puisque les noms de fichiers à l'époque ne pouvaient dépasser 8 lettres) a été publié en décembre 1983 dans le magazine Softalk. Il se contentait alors à l'époque de rendre tout simplement l'écran noir au bout de trois minutes (laps de temps qui ne pouvait être modifié qu'en recompilant le programme !).

## Architecture sous-jacente
L'écriture d'écrans de veille fait souvent appel à des bibliothèques graphiques telles qu'OpenGL, GDI (Windows), DirectX (Windows), Quartz (Mac), etc.